# 어느날 갑자기 외.개.인
《어느날 갑자기 외.개.인》는 KBS 2TV에서 2016년 6월 5일부터 2016년 6월 26일까지 출발드림팀 시즌 2의 후속으로 정규 편성되었던 버라이어티 프로그램이다.

## 기획 의도
개그맨 멘토와 외국인 멘티가 팀을 이뤄 대결하고 우승 시 개그콘서트 무대에 코너를 만들어 설 수 있는 콘셉트의 텔레비전 프로그램이다.

## 출연자
- •뚱뚱보: 유민상, 김준현, 서태훈
- •달샘이:* 이상준, 유세윤
- •李金朴 이국주, 김지민, 박나래
- •농상공 이진호, 이용진, 양세찬
- 김준호
- 유상무(1회만에 하차)

## 시청률
- AGB 닐슨 미디어리서치

| 회차      | 방송 일자       | 전국 시청률(증감치) |
| --------- | --------------- | ------------------- |
| 1회       | 2016년 6월 5일  | 3.8%                |
| 1회 재방  | 2016년 6월 11일 | 2.3%                |
| 2회       | 2016년 6월 12일 | 2.7%                |
| 특별 편성 | 2016년 6월 15일 | 2.5%                |
| 2회 재방  | 2016년 6월 18일 | 1.7%                |
| 3회       | 2016년 6월 19일 | 2.5%                |
| 3회 재방  | 2016년 6월 25일 | 1.6%                |
| 4회       | 2016년 6월 26일 | 2.6%                |
| 4회 재방  | 2016년 7월 2일  | 1.6%                |